# Bipirámide pentagonal elongada
En geometría, la bipirámide pentagonal elongada es uno de los sólidos de Johnson (J16). Como sugiere su nombre, puede construirse elongando una bipirámide pentagonal (J13) insertando un prisma pentagonal entre sus mitades congruentes.
Los 92 sólidos de Johnson fueron nombrados y descritos por Norman Johnson en 1966.